# Rudolf Kömstedt
Rudolf Kömstedt (* 29. April 1887 in Lobberich, Nordrhein; † 1961) war ein deutscher Kunst- und Architekturhistoriker.

## Leben
Rudolf Kömstedt studierte Kunstgeschichte an der Universität Tübingen und wurde dort Mitglied der katholischen Studentenverbindung AV Guestfalia Tübingen. Er wurde 1912 mit einer Arbeit über die Entwicklung des Gewölbebaues in den mittelalterlichen Kirchen Westfalens bei Heinrich Wölfflin am Institut für Kunstgeschichte der Universität München promoviert. 1922 habilitierte er sich hier mit einer Arbeit über Die Anfänge der Gotik in Deutschland, anschließend war er als Privatdozent in München tätig. Von 1930 bis 1936 war er außerordentlicher Professor an der Universität zu Köln.
Rudolf Kömstedt wurde am 11. August 1936 zum „persönlichen Ordinarius“ der Universität Erlangen ernannt. Die US-Militärregierung bestätigte Rudolf Kömstedt in seiner Dienststelle zum Wintersemester 1945/46. 1948 bis 1950 war er Dekan der Philosophischen Fakultät. Im Januar 1954 wurde er emeritiert. Sein letztes Werk Von Bauten und Baumeistern des fränkischen Barocks wurde postum von Hans Reuther publiziert.
Forschungsschwerpunkt war die Architektur des Mittelalters. Er verstand Kunstgeschichte als Geschichte in der Tradition der Schweizer Historiker Jacob Burckhardt und Heinrich Wölfflin als Phänomenologie.

## Schriften (Auswahl)
- Die Entwicklung des Gewölbebaues in den mittelalterlichen Kirchen Westfalens (Studien zur deutschen Kunstgeschichte, Heft 172). Heitz, Straßburg 1914.
- Die Anfänge der Gotik in Deutschland (= Bibliothek der Kunstgeschichte 28). E. A. Seemann, Leipzig 1922.
- Vormittelalterliche Malerei. Die künstlerischen Probleme der Monumental- und Buch-Malerei in der frühchristlichen und frühbyzantinischen Epoche. Filser, Augsburg 1929.
- Nationale Charaktere in der romanischen Baukunst nördlich der Alpen. In: Festschrift Heinrich Wölfflin zum siebzigsten Geburtstag. Wolfgang Jess, Dresden 1935. S. 111–126.
- Zur Beurteilung der frühmittelalterlichen Buchmalerei. In: Wallraf-Richartz-Jahrbuch 9, 1936, S. 31–58.
- Aufgaben und Möglichkeiten der Kunstgeschichte in der Landesforschung. In: Jahrbuch der fränkischen Landesforschung 4, 1938, S. 104–110.
- Zur Anwendung des Stilbegriffes "Renaissance" auf frühmittelalterliche Kunst. In: Josef Engel und Hans Martin Klinckenberg (Hrsg.): Aus Mittelalter und Neuzeit. Hanstein, Bonn 1957, S. 317–325.
- Das Münster zu Aachen. Die Pfalzkapelle Karls des Großen. "Die Kunst dem Volke", München 1940.
- Von Bauten und Baumeistern des fränkischen Barocks. Aus dem Nachlass hrsg. von Hans Reuther. Hesseling, Berlin 1963.